# James Chapman
James Jonathan Chapman (født 2. november 1979 i Sydney) er en australsk tidligere roer.
Chapman har roet i flere forskellige bådtyper i sin karriere. Han var første gang med til VM som senior i 2003, hvor han med den austalske firer uden styrmand blev nummer fire. I 2006 var han ved VM med i otteren, som også blev nummer fire. Ved OL 2008 i Beijing konkurrerede han ligeledes i otteren, der her blev nummer seks. Efter OL deltog han i et par sæsoner ikke i internationale konkurrencer, men i 2011 var han tilbage, denne gang i toer med styrmand sammen med William Lockwood og styrmand David Webster. Ved VM dette år vandt denne båd sølv.
I 2012-sæsonen kom han med i den australske firer uden styrmand sammen med Lockwood, Josh Dunkley-Smith og veteranen Drew Ginn, som blandt andet stillede op ved OL 2012 i Rio de Janeiro. Her vandt australierne deres indledende heat, og de blev nummer to i semifinalen, slået med næsten et sekund af den britiske båd. Dette gentog sig i finalen, hvor briterne vandt guld, mens Australien fik sølv med et forspring på over to sekunder til USA på tredjepladsen.
Chapman roede endnu et par sæsoner, denne gang igen i otteren, men ved VM i 2014 og 2015 blev det blot til B-finalepladser ved VM. Hans sidste internationale resultat er fra et enkelt løb i 2016, men han var allerede efter OL i 2008 samtidig med sin aktive karriere sideløbende begyndt at fungere som klubtræner.

## OL-medaljer
- 2012:  Sølv i firer uden styrmand